# Модільяні: невідома історія (фільм)
Стрічка «Модільяні: невідома історія» (eng — "Maledetto Modigliani") - це французький біографічний, драматичний фільм режисером якого є Valeria Parisi.

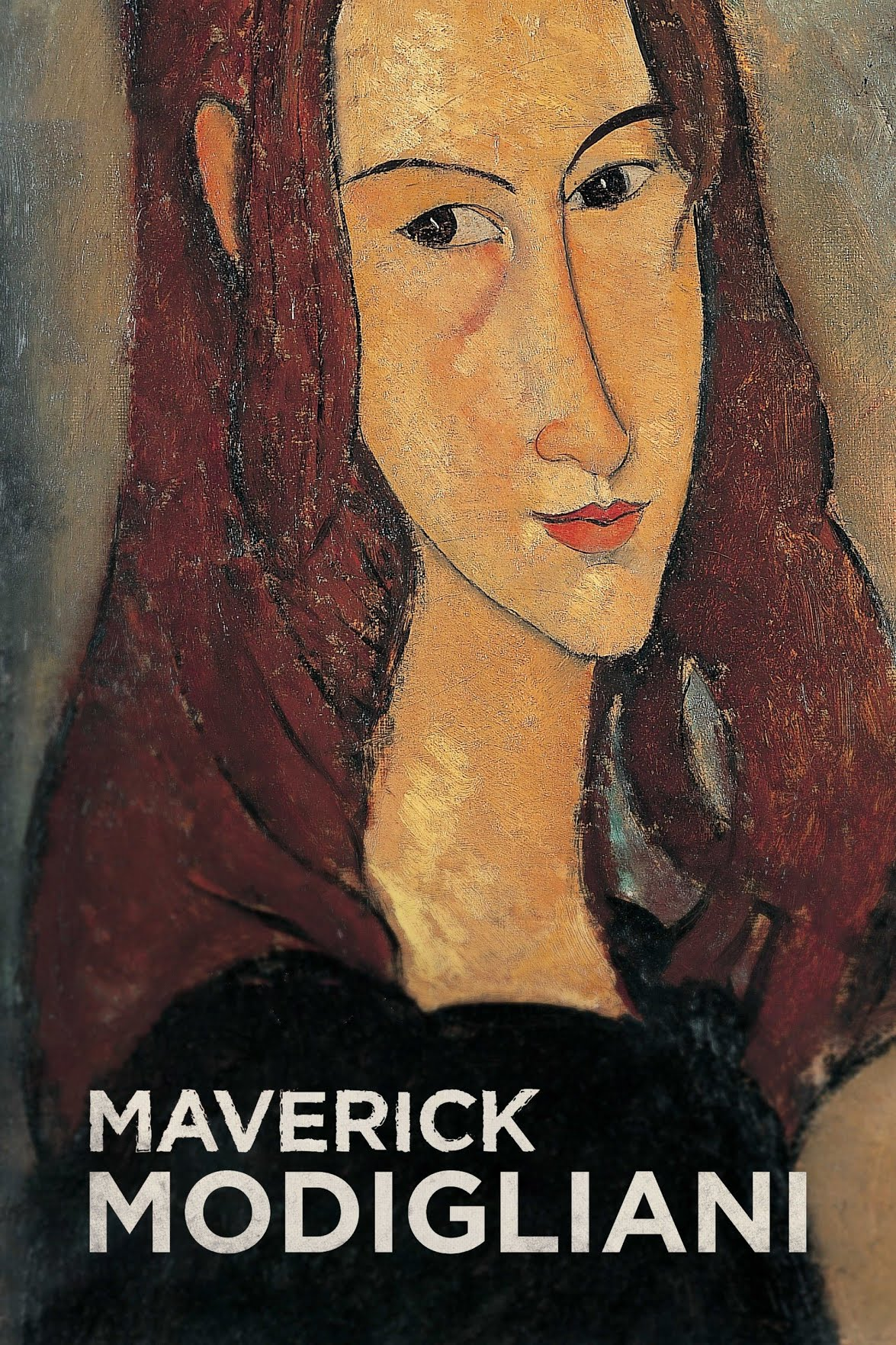
Постер "Модільяні - невідома історія"

| Режисер:     | Валерія Парізі                               |
| ------------ | -------------------------------------------- |
| Сценаристи:  | Ді́ді Гно́ккі, Аріа́нна Маре́ллі, Вале́рія Парізі |
| Дата виходу: | 12 жовтня, 2020 (Італія)                     |
| Тривалість   | 1:30                                         |

## Про фільм
Фільм «Модільяні: невідома історія» — відвертий портрет «проклятого художника», який, попри репутацію скандального генія, був і залишається іконою. Його люблять, а його картини продають на аукціонах за сотні мільйонів доларів. Сьогодні його скульптури та полотна прикрашають колекції головних світових музеїв, а сам Модільяні залишається одним з найпопулярніших художників XX століття.
Фільм доступний для перегляду на веб-сайті онлайн кінотеатру з фільмами про культуру та мистецтво "Титр"